# Schermbloemenroest
De schermbloemenroest (Puccinia angelicae) is een autoecische roest die tot de Basidiomycota behoort. De schimmel vormt in gele vlekken spermogonia, uredinia en telia op de onderkant van de bladeren van Angelica.

## Kenmerken
Spermogonia en aecia
De gele, 90-130 µm grote spermogonia zitten samen met de donker kaneelbruine aecia op de achterkant van het blad op de bladnerven en de bladstelen. De parafysen steken uit het spermogonium. De aeciosporen zien er hetzelfde uit als de urediniosporen.
Uredinia
De bruine, puntvormige uredinia zitten meestal op de achterkant van het blad en verkleuren van geel naar roestbruin. De bruine, halfbolvormige tot omgekeerd eironde, 27-31 × 21-24 µm grote urediniosporen hebben stekels op de wand, die 3-3,5 µm uit elkaar afstaan. De sporewand is 2 µm dik, maar bij de top 5-6 µm. Ze hebben 3(4) equatoriale kiemporen.
Telia
De bruinzwarte telia zitten op de achterkant van het blad en stengels en worden lang bedekt door de epidermis. De twee-cellige, cilindrisch tot omgekeerd eivormige, soms hoekige, 30-45 × 18-24 µm grote teliosporen hebben een gladde wand. De korte, kleurloze, vrij brede steel breekt af.

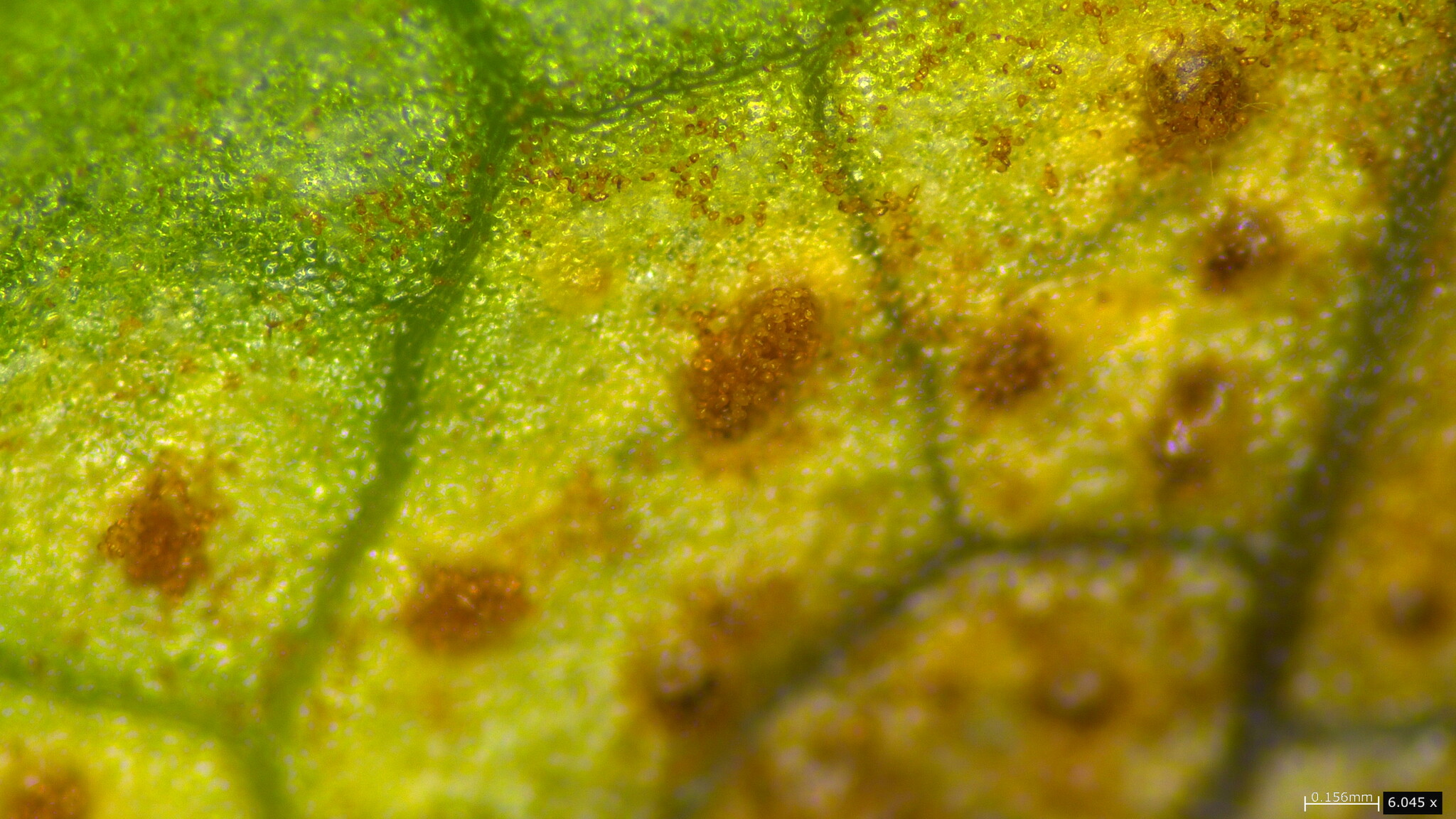
Uredinium
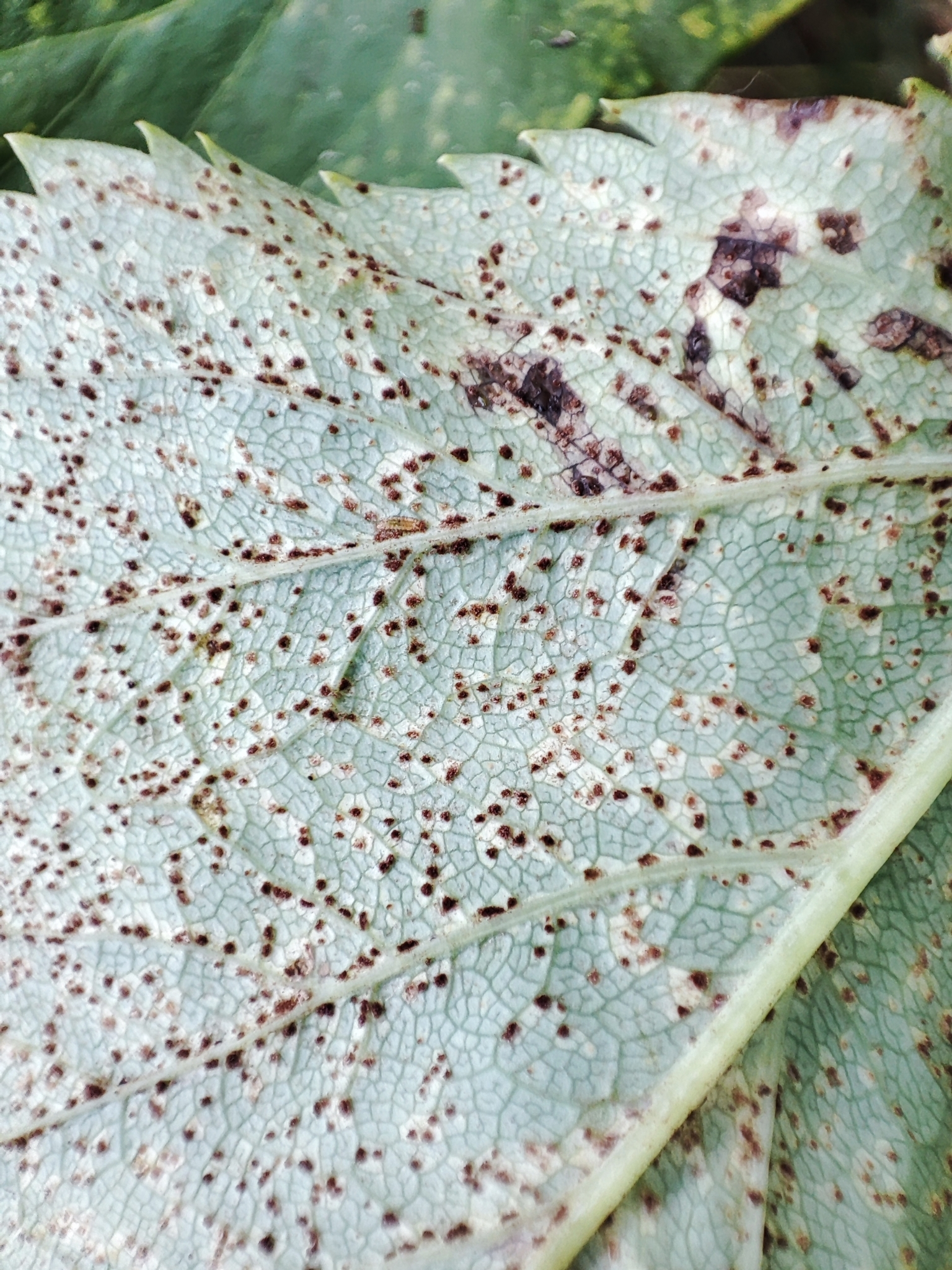
Telia
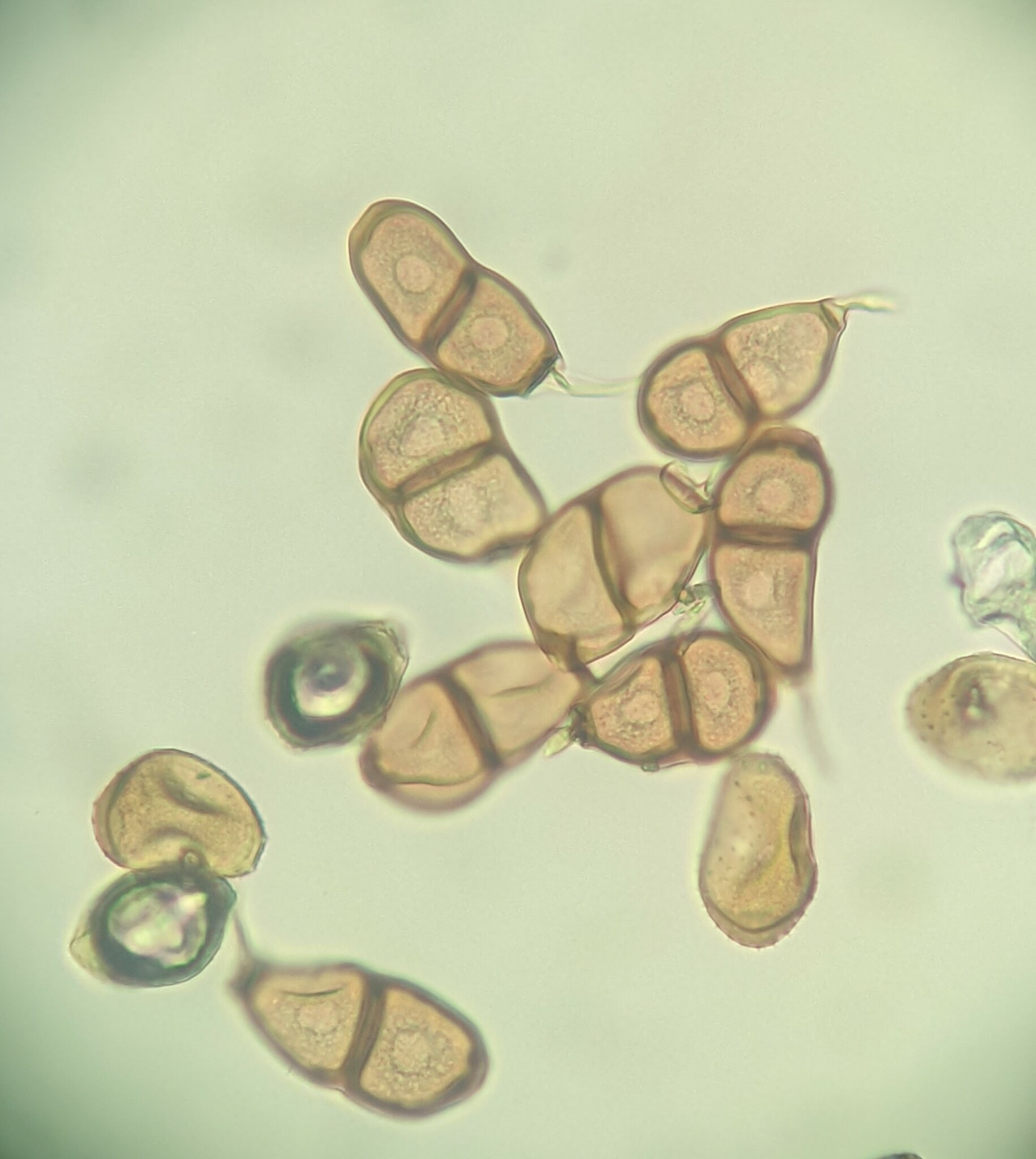
Teliosporen

## Verspreiding
De schermbloemenroest komt voor in Europa, Japan en Noord-Amerika. In Nederland is de schimmel uiterst zeldzaam.